# Ferdinand von Quast
Alexander Ferdinand Ludolf von Quast (18 de octubre de 1850 - 27 de marzo de 1939, Potsdam) fue un oficial militar prusiano, participante en la Guerra franco-prusiana y un general en la Primera Guerra Mundial. Comandó el 6.º Ejército durante la Batalla del Lys, en la Ofensiva de Primavera de 1918.

## Familia
Quast provenía de una vieja familia noble de Anhalt. Era hijo del conservador prusiano Ferdinand von Quast y su esposa María, née von Diest (1818 - 17 de agosto de 1885). El padre de ella era el teniente general prusiano Heinrich von Diest. El 21 de junio de 1877 Quast contrajo matrimonio con Alexandrine Freiin von Paykull.

## Carrera
El 19 de julio de 1870 se unió al 2.º Regimiento (Emperador Francisco) de Guardias Granaderos y luchó con él en la Guerra franco-prusiana. El 12 de enero de 1871 Quast fue promovido a teniente segundo y recibió la Cruz de Hierro de 2.ª Clase. El 23 de septiembre de 1879 fue ascendido a teniente primero. En 1887 siguió una promoción a capitán (Hauptmann), y en 1874 fue hecho mayor y asignado como comandante de batallón al 2.º Regimiento de Guardias de Infantería. En 1901 von Quast fue ascendido a Oberstleutnant y asignado al personal del 1.º Regimiento (Emperador Alejandro) de Guardias Granaderos antes de convertirse en comandante de su viejo 2.º Regimiento de Guardias Granaderos con el rango de Oberst el 18 de abril de 1903.
Como mayor general tomó el mando de la 39.ª Brigada de Infantería en Hannover el 21 de mayo de 1907. Al año siguiente fue primero asignado como comandante de la 3.ª Brigada de Guardias de Infantería en Berlín, y después asignado a la 2.ª Brigada de Guardias de Infantería en Potsdam. El 27 de julio de 1910 a Quast se le dio la tarea de comandar la 36.ª División de Infantería en Gdańsk. Poco después fue promovido a Generalleutnant y se le dio el mando de la 6.ª División de Infantería en la ciudad de Brandeburgo. En marzo de 1913 fue nombrado comandante general del IX Cuerpo en Altona, Hamburgo.

## Primera Guerra Mundial
Combatiendo en la Batalla de Tirlemont (Hautem-Sainte-Marguerite), von Quast fue ascendido a General der Infanterie el 19 de agosto de 1914. En 1916 participó en la Batalla del Somme donde él y su cuerpo se posicionaron en el sector meridional cerca de Péronne. Su estricta defensa y dotes organizativas fueron apreciadas y recibió la Pour le Merite de manos del emperador Guillermo II el 11 de agosto. En enero de 1917 Quast fue asignado para liderar el prestigioso Cuerpo de Guardias, un mando que sostuvo hasta septiembre cuando fue nombrado comandante del 6.º Ejército. El 10 de abril de 1918 fue reconocido con las hojas de roble de su Pour le Merite.

## Después de la guerra
Después de que cesara la lucha y la desmovilización del alto mando von Quast renunció a su mando y se puso en la reserva. El 18 de enero de 1919 fue asignado comandante del Grenzschutz-Armeeoberkommando Nord (literalmente Protección de Frontera - Alto Comandamiento del Ejército Norte) como parte del Reichswehr Provisional en Königsberg. Después de la firma del Tratado de Versalles von Quast solicitó su retiro y finalmente se retiró el 7 de julio de 1919.

## Condecoraciones
Recibió las siguientes condecoraciones y premios:
- Orden del Águila Roja, 2.ª Clase con Hojas de Roble y Estrella
- Orden de la Corona, 1.ª Clase
- Caballero de Justicia de la Orden de San Juan (Bailiazgo de Brandeburgo)
- Pour le Merite (11 de agosto de 1916) con Hojas de Roble (10 de abril de 1918)
- Gran Cruz de la Orden del León de Zähringen[2]
- Orden de la Corona de Italia, 3.ª Clase
- Cruz de Caballero de la Orden imperial de Leopoldo[3]
- Orden de la Corona de Hierro, 3.ª Clase[3]
- Gran Cruz de la Orden de Francisco José[3]
- Comandante de 1.ª Clase de la Orden de la Espada[4]
- Orden del Medjidie, 2.ª Clase
- Cruz de Comandante (2.ª Clase) de la Orden Militar de San Enrique (7 de mayo de 1918)
- Cruz de Hierro, 2.ª Clase (12 de agosto de 1871)